# فرقة المدفعية الثامنة عشر (فيرماخت)

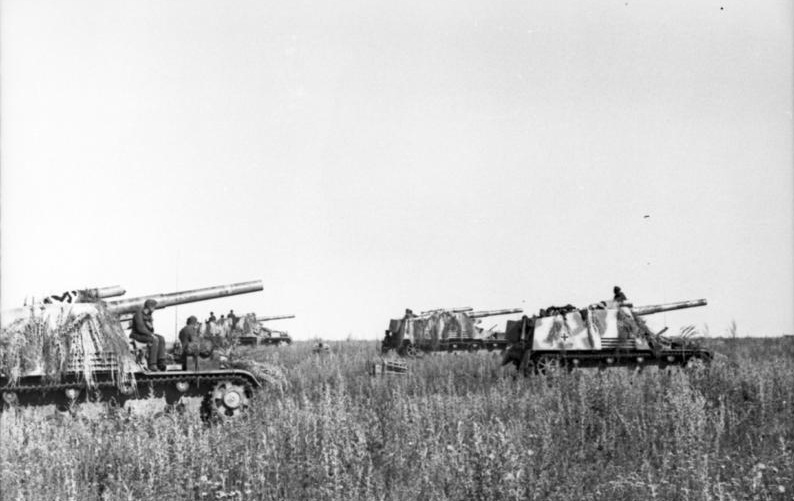
بطارية مدفع هاوتزر ذاتية الدفع من طراز هومل من عيار 15 سم من طراز Artillerie-Regiment 88 (mot) جاهزة للإطلاق في عام 1943

فرقة المدفعية الثامنة عشرة ( (بالألمانية: 18. Artillerie-Division)‏ فرقة مدفعية ألمانية تشكلت خلال الحرب العالمية الثانية عام 1943. كونها أول قوة مدفعية متنقلة مستقلة لم ترفع أبدًا إلى قوتها المخططة. خاضت الفرقة الحرب على الجبهة الشرقية، عانت من خسائر فادحة وتم حلها في عام 1944.

## التاريخ التشغيلي
تم تشكيل فرقة المدفعية الثامنة عشرة من خلال الجمع بين أفراد وبعض قوات الفرقة المتبقية من فرقة بانزر الثامنة عشرة، التي تم حلها في الأول من أكتوبر، مع وحدات أخرى. كانت هذه الفرقة هي الوحدة الأولى المخططة كقوة مدفعية مستقلة ومتحركة. والقوة المخططة للفرقة لم تتحقق أبدا. كان العنصر الخاص في هذه الفرقة هو وجود عنصر المشاة (الثقيل) الخاص به، وهو Schützen-Abteilung 88 (tmot) (المعروف أيضًا باسم الفن). -Kampf-Btln. 88 والفن. - المنبه - أبتيلونج 18 ). بعد مهمة الدفاع عن المدفعية في جميع المواقف الخطرة، أنقذت هذه الكتيبة، المدربة تدريباً شاملاً على أعمال الحراسة الخلفية، الفرقة من التدمير الكامل ما لا يقل عن ثلاث مرات.

## القادة
- Generalmajor كارل Thoholte (20 أكتوبر 1943 - 28 فبراير 1944)
- اللواء جيرهارد مولر (28 فبراير 1944 - أبريل 1944)
- Generalleutnant Karl Thoholte (أبريل 1944 - يوليو 1944)